# Gebrüder Cohen (Hannover)
Gebrüder Cohen oder Gebrueder Cohen in Hannover firmierte eine auf die Bauwirtschaft spezialisierte Privatbank mit angeschlossener Holz-Großhandlung. Das Bankhaus war eines der ältesten hannoverschen Kreditinstitute.

## Geschichte
Zur Zeit des Königreichs Hannover durchlief der in Goslar geborene Bernhard Cohen von Ostern 1847 bis zum 2. April 1852 eine Lehre bei dem Goslarer Kaufmann J. S. Ehrhardt. Eine diesbezügliche, mit einer Vedute der Bergstadt am Harz illustrierte Urkunde der „Vorsteher und Genossen der löblichen Kaufmannsgilde in der Königlich Hannoverschen Stadt Goslar“ bescheinigte den Gebrüdern Cohen auch später mit Brief und Siegel die Eigenschaften als Ehrbare Kaufleute.
Gut fünf Jahre nach der bestandenen Kaufmannsprüfung gründete Bernhard Cohen gemeinsam mit seinem Bruder Nathan am 1. Oktober 1857 in der Residenzstadt Hannover eine Holzgroßhandlung, der von Anfang an eine „Abteilung“ Bankgeschäft angeschlossen war. Ziel war es, neben allgemeinen Bank- und Handelsgeschäften während der Industrialisierung, einerseits durch die Gewährung von Baugeldern die Bautätigkeit insbesondere von Bauunternehmen und zugleich das eigene Kreditgeschäft zu fördern, und andererseits den Warenumsatz mit den vermehrt nachgefragten Bauhölzern zu erhöhen. Die Kredite in Waren und Geld für die vor allem dem Mittelstand zuzurechnenden Abnehmer sowie eine bankmäßige Begleitung bis zum erfolgreichen Bauende verschafften den Gebrüdern Cohen einen beinahe stetig wachsenden Kundenstamm.
Lediglich zu Beginn des Holzhandels wurden ausschließlich einheimische Holzarten gehandelt, doch wurde das Produktportfolio bald auch durch den Import ausländischer Hölzer verbreitert. Lag das Holzgeschäft anfangs noch auf einem gepachteten Grundstück in der Augustenstraße, konnte der Lagerplatz 1864 auf ein größeres, eigenes Grundstück an der Celler Straße verlegt werden. Dort wurden etwa zeitgleich die wohl ersten Holzbearbeitungs- und Hobelmaschinen in Hannover in Betrieb genommen. Die stete Ausdehnung der Stadt nicht nur während der Gründerzeit ließ die Lagerplätze des Unternehmens wieder und wieder zu baureifem Gelände werden und zog mehrere Umzüge der Lager nach sich. Im Jahr der Gründung des Deutschen Kaiserreichs unterhielten die Gebrüder Cohen an ihren Standorten Umfuhr und Alte Celler Straße 17 laut einer in der Provinz Hannover durchgeführten Erhebung des Gewerbe-Vereins einen durch Unterfeuer beheizten Dampfkessel zum Betrieb einer Sägemühle.
Um die Jahrhundertwende traten noch zu Lebzeiten der Firmengründer deren Söhne als Teilhaber in das Unternehmen ein; Carl Cohen am 1. Januar 1895 und Otto Cohen (geboren am 6. April 1871) am 1. April 1901.
Zur Zeit der Weimarer Republik veräußerte die Firma 1925 ihren am Grenzweg gelegenen Lagerplatz an die Continental AG. Parallel dazu war „ein neuzeitlich eingerichtetes Grundstück“ auf dem firmeneigenen, 12.500 Quadratmeter großen Gelände am Jahnplatz in Betrieb genommen worden. Ende der 1920er Jahre hatte das Unternehmen seinen Geschäftssitz im Haus Prinzenstraße 17.
Im Zuge der Weltwirtschaftskrise stellte das Haus „Gebr. Cohen“ Anfang der 1930er Jahre alle Zahlungen ein und meldete Insolvenz an.